# Iblul-Il
Iblul-Il, qui a régné vers 2380 av. J.-C., est le lugal (roi) le plus énergique du deuxième royaume Mariote et est connu pour ses vastes campagnes menées dans la moyenne vallée de l'Euphrate contre les Eblaïtes et, dans la région du Tigre supérieur, contre divers opposants. Ces campagnes ont affirmé la suprématie mariote dans le nord syrien. 

## Règne
Iblul-Il est attesté à Mari, où des statues portant son nom ont été excavées en 1952 dans les temples de la ville. Cependant, les actes du roi sont consignés dans une lettre adressée à Ebla par Enna-Dagan, successeur (mais pas direct) d'Iblul-Il. 

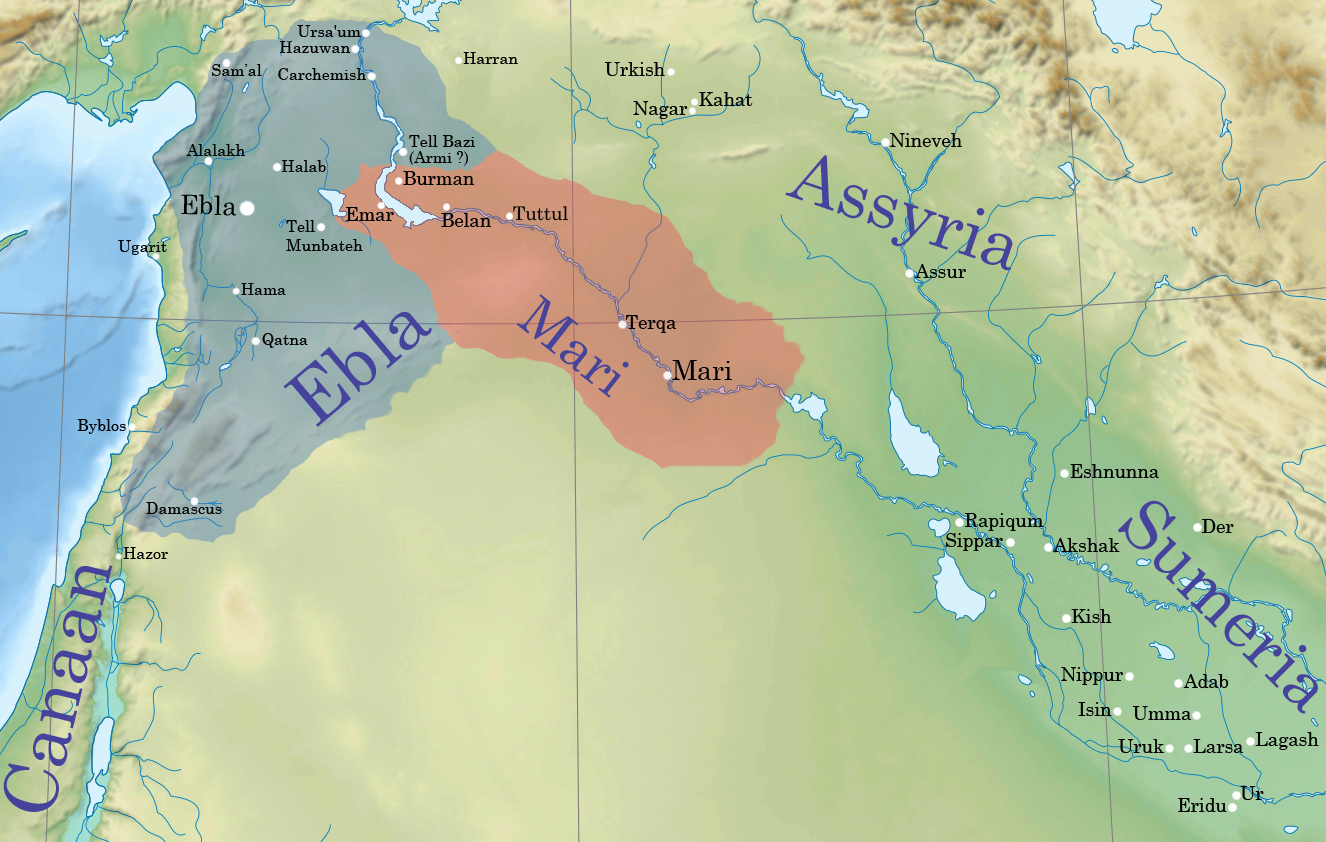
Deuxième royaume Mariote sous Iblul-Il.

### Succession
Iblul-Il a eu comme successeur direct Nizi. La lettre d'Enna-Dagan est extrêmement difficile à déchiffrer et les premiers essais ont présenté l'auteur comme un général d'Ebla qui a vaincu et déposé Iblul-Il. Cependant, de nouvelles lectures ont confirmé Enna-Dagan en tant que roi de Mari et un déchiffrement ultérieur des archives d'Ebla a démontré qu'Enna-Dagan a reçu des dons d'Ebla en tant que prince de Mari pendant le règne de ses prédécesseurs mariotes,. 

## Voir également
- Guerre Eblaite-Mariote